# Airbus A380
Airbus A380 je dvopalubni, širokotrupni, četveromotorni putnički zrakoplov,  proizvod europske korporacije Airbus, podružnice zrakoplovne korporacije EADS. S kapacitetom od 525 do 853 putnika i maksimalnom masom od 590 tona, i najveći je putnički zrakoplov na svijetu. Prvi je puta poletio 27. travnja 2005. u Toulouseu u Francuskoj, dok je prvi komercijalni let za kompaniju Singapore Airlines obavio 27. listopada 2007., na letu Singapur-Sydney. Za vrijeme razvoja bio je poznat kao Airbus A3XX, dok se danas često koristi i nadimak Superjumbo.
Gornja paluba proteže se skoro cijelom dužinom trupa, te je široka kao širokotrupni zrakoplov. To omogućuje kabinu s 50% više prostora u odnosu na drugi najveći putnički avion, Boeing 747-400, s 525 mjesta u standardnoj konfiguraciji tri klase, ili do 853 mjesta u konfiguraciji s jednom, ekonomskom klasom.  A380-800, najveći je putnički zrakoplov, no kraćeg je trupa u odnosu na novi Boeing 747-8I.

## Razvoj

### Koncept
U ljeto 1988., grupa Airbusovih inženjera predvođenih Jeanom Roederom u tajnosti započinje rad na razvoju linijskog zrakoplova ultra-visokog kapaciteta (Ultra-high-capacity airliner UHCA), radi kompletiranja vlastitog asortimana proizvoda i prekida dominacije Boeinga, koji je s modelom 747 u tom segmentu tržišta dominirao od ranih 1970-ih. McDonnell Douglas je 1990-ih neuspješno tržistu ponudio svoj dvokatni MD-12, i dok su proizvođači nastojali proizvesti nasljednika Boeinga 747, bilo je poznato da na tržištu zrakoplova od 600 do 800 putničkih sjedala ima mjesta samo za jedan profitabilni avion. Oba proizvođača bili su svjesni tog rizika, kao što je to bilo demonstrirano simultanim uvođenjem u promet Lockheeda L-1011 i McDonnell Douglasa DC-10: oba zrakoplova bila su namijenjena tadašnjim potrebama avio kompanija, no samo se jedan mogao profitabilno održati, što je rezultiralo povlačenjem  Lockheeda iz proizvodnje putničkih zrakoplova.
Nakon formalne prezentacije glavnom menadžeru Airbusa u lipnju 1990., Roeder je dobio odobrenje za daljnje istraživanje projekta UHCA, koji je javnosti predstavljen iste godine na zrakoplovnom sajmu u Farnboroughu, s ciljem od 15% manjih operativnih troškova u odnosu na Boeing 747-400. Airbus je organizirao četiri tima inženjera, svakog iz jednog od EADS-ovih partnera; Aérospatiale, DaimlerChrysler Aerospace, British Aerospace i EADS CASA, da predlože nove tehnologije za dizajn svojih budućih zrakoplova. Projekti su trebali biti predstavljeni 1992. i najbolji od njih iskorišteni pri daljnjem razvoju.
Siječnja 1993., Boeing i nekoliko kompanija iz Airbusovog konzorcija započeli su zajedničko istraživanje izvedivosti projekta zrakoplova poznatoga kao "Vrlo veliki komercijalni transport" (Very Large Commercial Transport, VLCT), radi mogućeg partnerstva na podjeli ograničenog tržišta. To zajedničko istraživanje napušteno je dvije godine kasnije, Boeingov interes je opao jer su analitičari smatrali da takav proizvod vjerojatno neće isplatiti potrebnih 15 milijarda USD za razvitak. Unatoč činjenici da su samo dva prijevoznika javno izrazila interes za nabavu takvog aviona, Airbus je već pokrenuo vlastiti projekt velikog zrakoplova. Analitičari su naslutili da će Boeing poduzeti produženje svoga 747, i da se zračni promet već udaljava iz sustava hub and spoke koji je konsolidirao promet velikih aviona, prema više non-stop ruta koje mogu opsluživati manji avioni.
U lipnju 1994., Airbus započinje razvoj svog vrlo velikog aviona, tada nazvanog A3XX. Razmatrano je nekoliko mogućih dizajna, uključujući i kombinaciju dva trupa Airbusa A340, tada najvećeg Airbusovog mlažnjaka, postavljena paralelno jedan pored drugoga. A3XX je suprotstavljen istraživanju Vrlo velikog komercijalnog transporta i Boeingovom projektu "Novog velikog Zrakoplova" (New Large Aircraft, NLA), nasljedniku Boeinga 747. Azijska financijska kriza 1997. – 2000. tržišnu je perspektivu znatno smračila, na što je Airbus usavršio dizajn A3XX, ciljajući na 15-20 % manje operativne troškove u odnosu na Boeing 747-400. Dizajn A3XX bio je usmjeren prema dvokatnom rasporedu koji omogućuje više prostora za putnike u odnosu na tradicionalni jednopalubni dizajn, u skladu s tradicionalnom hub-and-spoke teorijom suprotstavljenom teoriji point-to-point
Boinga 777, nakon opsežnog istraživanja tržišta s preko 200 ciljnih grupa. Ipak, od prognoza 1995. do danas, drugi stručnjaci, ukjučujući i jednog bivšeg Airbusovog menadžera, osporili su opravdanje hub-and-spoke teorije, i nastavili previđati malo tržište za vrlo velike avione kao A380.

### Projektiranje
19. prosinca 2000., nadzorni odbor novorestrukturiranog Airbusa izglasao je pokretanje 8,8 milijardi eura vrijednog programa izgradnje zrakoplova A3XX, tada preimenovanog A380, s 50 narudžbi šest prvotnih kupaca. Naziv novog aviona označio je prekid s tradicijom dezignacija Airbusovih zrakoplova koje su do tada uzastopno napredovale od A300 do A340. Naziv A380 izabran je jer poprečni presjek dvopalubnog aviona podsjeća na broj 8, koji se smatra i sretnim brojem u nekim azijskim zemljama, potencijalnim kupcima novog zrakoplova. Konačna konfiguracija definirana je u prvoj polovici 2001., a izrada komponenti torzione kutije krila započela je 23. siječnja 2003. Do izgradnje prvog primjerka, trošak razvoja zrakoplova narastao je na 11 milijardi eura.

### Proizvodnja
Glavne sekcije strukture izrađuju se u Francuskoj, Njemačkoj, Španjolskoj i Velikoj Britaniji. Zbog njihove veličine dovode se u montažnu halu u Toulouseu površinskim transportom, umjesto zračnog prijevoza avionom A300-600ST Beluga korištenim za dijelove drugih Airbusovih zrakoplova.  Komponente isporučuju dobavljači iz cijelog svijeta; pet su najvećih kooperanata, prema protuvrijednosti, Rolls-Royce, SAFRAN, United Technologies, General Electric i Goodrich Corporation.
Prednje i stražnje sekcije trupa ukrcavaju se na Airbusov Ro-Ro brod Ville de Bordeaux, u Hamburgu u Njemačkoj, odakle se prevoze u Veliku Britaniju. Krila, koja se izrađuju u Filtonu kraj Bristola i Broughtonu u sjevernom Walesu, prevoze se teglenicom do Mostyna, također u Walesu gdje se ukrcavaju na brod. U Saint-Nazaireu u zapadnoj Francuskoj iskrcavaju se sekcije trupa iz Hamburga i ukrcavaju veće, montirane sekcije, među kojima i nos aviona, što se iskrcava u Bordeauxu. Kasnije, brod prevozi sekcije donjeg dijela trupa i repa koje prozvodi Construcciones Aeronáuticas SA u španjolskom Cádizu i isporučuje ih u Bordeaux. Od tamo se dijelovi A380 prevoze teglenicom do Langona u Žirondi te vangabaritnim cestovnim konvojima do hale za montažu u Toulouseu.
Nove šire ceste, sustav kanala i teglenica razvijeni su za isporuku dijelova Airbusa A380. Nakon montaže, zrakoplovi lete u Hamburg radi opremanja i bojanja. Potrebno je 3600 l boje za 3100 m² oplate Airbusa A380. Proizvodna postrojenja i lanac oprskrbe namijenjeni su izradi četiri zrakoplova mjesečno.

### Testiranje
Izrađeno je pet A380 za testiranja i pokazne svrhe. Prvi A380, serijski broj MSN001 i registarske oznake F-WWOW, predstavljen je javnosti 18. siječnja 2005. u Toulouseu. Prvi let započet je u 10:29 po lokalnom vremenu 27. travnja iste godine. Zrakoplov, opremljen motorima Rolls-Royce Trent 900, poletio je s aerodroma Toulouse Blagnac International Airport sa šesteročlanom posadom predvođenom glavnim pokusnim pilotom Jacquesom Rosayom. Nakon uspješnog slijetanja poslije 3 sata i 54 minute leta, Rosay je izjavio da je letjeti s A380 "kao upravljati biciklom".
Dana 1. prosinca iste godine A380 je postigao svoju maksimalnu predviđenu brzinu od Mach 0,96 (u odnosu na normalnu brzinu krstarenja od Mach 0,85), u blagom obrušavanju. Dana 10. siječnja 2006., A380 je prvi puta preletio Atlantik na putu za Medellín u Kolumbiji, radi testiranja performansi motora pri slijetanju na velikim nadmorskim visinama. U Sjevernu Ameriku stigao je 6. veljače, sletjevši u Iqaluit, Nunavut u Kanadi radi testiranja pri hladnoj klimi.
14. veljače 2006., za vrijeme certifikacijskog testa ispitivanja čvrstoće krila razaranjem materijala na MSN5000, ispitivano krilo popustilo je na 145% maksimalnog opterećenja, nedovoljno za potrebnu certifikaciju u odnosu na traženih 150%, na što je Airbus odgovorio modifikacijama krila s 30 kg dodatnog materijala.
A380 je 26. ožujka iste godine u Hamburgu prošao test evakuacije. S 8 blokiranih vratiju od ukupno 16, 853 putnika i 20 članova posade napustilo je zrakoplov za 78 sekundi, manje od potrebnih 90, koliko propisuju standardi. Tri dana kasnije, A380 je primio odobrenje Europske agencije za zrakoplovnu sigurnost (EASA) i američke Savezne uprave za civilno zrakoplovstvo (FAA) za prevoženje do 853 putnika.
Prvi let prvog A380 s motorima Engine Alliance GP7200, serijski broj MSN009 i registracijska oznaka F-WWEA obavljen je 25. kolovoza 2006. 4. rujna 2006., obavljen je prvi let s putnicima. Zrakoplov je letio iz Toulousea s 474 zaposlenika Airbusa, u prvom od niza letova radi testiranja putničkih sadržaja i komfora. Studenoga 2006., daljni niz pokusnih letova obavljen je radi demonstriranja osobina zrakoplova za 150 sati leta u standardnim linijskim operativnim uvjetima.
Airbus je 12. prosinca 2006., na zajedničkoj ceremoniji u francuskom sjedištu tvrtke, dobio EASA i FAA homologacijski list za verzije A380-841 i A380-842. Verzija A380-861 homologacijski je list dobila 14. prosinca 2007.
Do veljače 2008., pet A380 u pokusnom programu skupilo je preko 4565 sati leta tijekom 1364 letova, uključujući ispitivanje ruta i demonstrativne letove.

### Odgode isporuka
Početna proizvodnja bila je u neprilikama radi odgoda pripisanih 530 km dugačkoj kablaži u svakom zrakoplovu. Airbus je kao temeljne uzroke naveo složenost kablaže u kabini (100.000 kabela i 40.300 spojeva), njezin istodobni dizajn i proizvodnju, visok stupanj prilagođivanja svakoj zrakoplovnoj kompaniji te promašaje upravljanja konfiguracijom i kontrole promjena. Preciznije, pokazalo se da su njemačka i španjolska Airbusova postrojenja nastavljala koristiti CATIA verziju 4, dok su britanski i francuski pogoni prešli na verziju 5. To je prouzročilo sveopće probleme upravljanja konfiguracijom, djelomično zato što su pojasevi kablaže, izrađeni korištenjem aluminija umjesto bakrenih vodiča, zahtijevali posebne propise projektiranja uključujući i neuobičajene dimenzije te radijus svijanja; to nije bilo jednostavno transferirati između različitih verzija softvera.
Airbus je najavio prvu odgodu lipnja 2005. i obavijestio kompanije da će isporuke kasniti šest mjeseci, što je smanjilo broj planiranih isporuka do kraja 2009. s 120 na 90-100 komada. 13. lipnja 2006. Airbus je najavio drugu odgodu, s pomakom rasporeda isporuka od dodatnih šest do sedam mjeseci. Iako je prva isporuka i dalje bila planirana prije kraja 2006., isporuke bi 2007. spale na samo 9 zrakoplova te bi do kraja 2009. bile srezane na 70-80 aviona. Najava je prouzročila pad vrijednosti dionica EADS-a od 26% te dovela do odlaska glavnih menadžera EADS-a i Airbusa, Noëla Forgearda i Gustava Humberta, kao i menadžera programa A380 Charlesa Championa. 3. listopada 2006., nakon dovršetka ponovnog pregleda programa A380, novi glavni manadžer Airbusa Christian Streiff najavio je treću odgodu, s prvom isporukom planiranom za listopad 2007., s 13 isporuka 2008., 25 za 2009. i punim proizvodnim ritmom od 45 zrakoplova godišnje u 2010. Odgoda je također prouzročila smanjenje previđenih prihoda do 2010., na 4,8 milijardi eura.
Kako je Airbusov prioritet bio razvoj A380-800, a ne A380-800F, narudžbe teretne verzije bile su poništene (FedEx, UPS) ili preusmjerene na A380-800 (Emirates, ILFC). Airbus je odgodio razvoj teretne verzije, ali je i dalje u ponudi iako bez datuma uvođenja u službu. Za putničku verziju, Airbus je s 13 kupaca dogovorio korigirani raspored isporuka i kompenzacije te su svi zadržali svoje narudžbe, a neke od kompanija najavile i dodatne narudžbe (Emirates, Singapore Airlines, Qantas, Air France, Qatar i Korean Air.)
Prvi A380 s redizajniranim pojasevima kablaže pokrenuo je motore travnja 2008., s tri i pol mjeseca zakašnjenja. 13. svibnja 2008. Airbus je najavio smanjenje isporuka za 2008. (12) i 2009. (21), te kasnije daljnju redukciju na 18 zrakoplova za 2009. godinu.

### Uvođenje u službu
Prvi isporučeni zrakoplov (MSN003, registracija 9V-SKA) predan je Singapore Airlinesu 15. listopada 2007., te je uveden u promet 25. listopada s prvim letom između Singapura i Sydneya (broj leta SQ380). Putnici su kupili karte na dobrotvornoj internetskoj aukciji po cijeni između 560 i 100 380 američkih dolara. Dva mjeseca kasnije glavni je menadžer Singapore Airlinesa, Chew Choong Seng, izjavio da su performanse A380 bile iznad očekivanja i Airbusa i singapurske avio kompanije, s 20% manjom potrošnjom goriva po putniku u odnosu na flotu 747-400 Singapore Airlinesa. Emirates je bila druga kompanija koja je preuzela A380, 28. srpnja 2008., te je započela letove između Dubaja i New Yorka 1. kolovoza 2008. Prvi je zrakoplov isporučen Quantasu 19. rujna 2008., te letovi između Melbournea i Los Angelesa započeli 20. listopada iste godine. Do kraja 2008., A380 je obavio 2200 letova, 21 000 sati leta i prevezao 890 000 putnika.
U veljači 2009., prevezen je milijunti putnik Singapore Airlinesom. U svibnji 2009. objavljeno je da je A380 prevezao 1.5 milijuna putnika tijekom 41 000 sati leta i 4200 letova. Slijetanjem na aerodrom Charles de Gaulle 30. listopada, 2009., Air Franceu je isporučen prvi A380, dok je Lufthansa svoj prvi A380 dobila 19. svibnja 2010. Do srpnja 2010., 31 A380 u službi letio je 156 000 sati s putnicima na 17 000 letova, prevezavši 6 milijuna putnika između 20 međunarodnih destinacija.

## Dizajn
A380-800 dizajniran je za prijevoz 555 putnika u konfiguraciji s tri klase, ili 853 putnika (538 na glavnoj i 315 na gornjoj palubi) u konfiguraciji jedne ekonomske klase. U svibnju 2007., Airbus je započeo prodaju istog aviona u verziji s 30 putnika manje (sada 525 putnika u tri klase), zamijenjenih za 370 km (200 nmi) veći dolet, radi boljeg praćenja trendova u smještaju premium klase. Predviđeni je dolet za model -800 15 200 km (8200 nmi). Osim putničkog planiran je teretni model A380-800F, s nosivošću 150 tona tereta na 10.400 km (5600 nmi) udaljenosti. Buduće varijante mogu obuhvatiti produženi A380-900 sa 656 putnika (ili do 960 u konfiguraciji samo ekonomske klase) te verziju s produženim doletom, s jednakim kapacitetom putnika kao i A380-800.

Izostanak buke motora - pri polijetanju 50% je tiši od 747-400 — zadivljujući je. A380 je toliko velik da je teško osjetiti brzinu, i gornja je paluba toliko daleko od motora da se zvuk raspršuje. TIME

Krilo A380 dimenzionirano je za maksimalnu masu uzlijetanja od preko 650 tona radi prilagođavanja budućim verzijama, iako bi se tada zahtijevala dodatna pojačanja. Snažnija krila (i struktura) koriste se za teretni A380-800F. Zajednički pristup dizajniranju oba modela stvara nešto veću potrošnju goriva na putničkoj verziji A380-800, no Airbus procjenjuje da veličina zrakoplova, zajedno s napretkom u tehnologiji, omogućuje manje operativne troškove po putniku u odnosu na sve aktualne varijante Boeinga 747. Airbus A380 također karakteriziraju wingleti slični onima na A310 i A320 radi smanjenja efekta vrtložnog strujanja iza zrakoplova, manje potrošnje goriva i boljih performansi.

### Pilotska kabina
Airbus je, radi smanjenja troškova trenaže posade, koristio raspored pilotske kabine, procedure i karakteristike upravljanja slične onima na drugim Airbusovim zrakoplovima. U skladu s time, A380 raspolaže s poboljšanom "Glass cockpit" pilotskom kabinom i fly-by-wire komandama leta povezanim na bočne upravljačke palice. Usavršeni displeji u kabini sastoje se od osam 15 × 20 cm LCD ekrana, svih međusobno identičnih i zamjenjivih, od toga dva displeja primarnih navigacijskih podataka, dva navigacijska displeja, jedan displej parametara motora, jedan displej sustava i dva multifunkcionalna displeja, koji su novitet u A380 i omogućavaju jednostavno sučelje za sustav upravljanja letom (Flight management system) - kao zamjena za tri multifunkcionalne komandne kutije i indikatore. QWERTY tipkovnice i kugle za praćenje (trackball) povezane su s grafičkim "point-and-click" navigacijskim sustavom. Jedan ili dva HUD-a (Head-up display) ugrađuju se po izboru.

### Motori
A380 može biti opremljen s dva tipa motora: A380-841, A380-842 i A380-843F s motorima Rolls-Royce Trent 900, a A380-861 i A380-863F s Engine Alliance GP7000 turboventilatorskim motorima. Trent 900 je izvedenica motora Trent 800, dok GP7000 ima korijene u motorima General Electric GE90 i Pratt & Whitney PW4000. Jezgra Trenta 900 veća je verzija serije motora Trent 500, te uključuje i tehnologiju Trenta 8104, koji nije nikad ušao u proizvodnju. Jezgra GP7200 razvijena je iz motora GE90 te ventilator i niskotlačni turbo-mehanizmi iz motora PW4090. Samo dva od četiri motora opremljeni su negativnim potiskom.
Smanjenje buke bio je značajan uvjet pri dizajnu A380, što je posebno utjecalo na nacrt motora. Obje vrste motora poštuju ograničenja buke QC/2 za polijetanje i QC/0.5 za slijetanje ispod kvota (Quota Count system) određenih za londonsku zračnu luku Heathrow, ključnu destinaciju za A380.

#### Gorivo
Godine 2008. A320 demonstrirao je mogućnost korištenja sintetičkog goriva. Trosatni pokusni let 1. veljače 2008., između Airbusovog pogona u Filtonu i glavne Airbusove tvornice u Toulouseu, bio je uspješan. Jedan od četiri motora koristio je mješavinu 60% standardnog kerozina i 40% GTL (Gas-to-liquid) sintetičkog goriva, isporučenog od Shella. Takvo gorivo predviđeno je za miješanje sa standardnim gorivom za mlažnjake te zrakoplov nije zahtijevao modifikacije. Sebastien Remy, rukovoditelj Airbusovog programa alternativnih goriva SAS, izjavio je da korišteni GTL ne ispušta manje ugljičnog dioksida CO2 u odnosu na standardno gorivo, no djeluje povoljno na kvalitetu lokalnog zraka jer ne sadrži sumpor.

### Napredni materijali
Dok je većina trupa izrađena od aluminija, kompozitni materijali sadrže više od 20% mase strukture zrakoplova. U izradi krila, dijelova trupa (kao podvozje i stražnji dio trupa), repnih površina i vratiju obilno je korištena plastika ojačana ugljičnim, staklenim ili kvarcnim vlaknima.
A380 je prvi putnički zrakoplov sa središnjom kutijom krila izrađenom od plastike ojačane ugljičnim vlaknima, kao i prvi avion s blago oblikovanim poprečnim presjekom krila, dok su krila ostalih zrakoplova podijeljena širinom raspona na odjeljke. Takav razvijeni, neprekidni presjek usavršava aerodinamičku efikasnost. U izradi predkrilaca korišteni su termoplastici, dok je za gornji dio trupa i napadne rubove stabilizatora korišten novi materijal GLARE, metalni laminat ojačan staklenim vlaknima (GLAss-REinforced fibre metal laminate). Takav je aluminijski, stakleno-vlaknasti laminat lakši te posjeduje bolja antikorozijska svojstva i otpornost na udarce u odnosu na konvencionalne aluminijske legure korištene u zrakoplovstvu. Za razliku od ranijih kompozitnih materijala, može se popravljati konvencionalnim tehnikama popravaka aluminija. Također su korištene nove legure aluminija koje se mogu zavarivati, što omogućuje obilno korištenje laserskog zavarivanja koje zamjenjuje zakovice te strukturu čini lakšom i čvršćom.

### Arhitektura avionike
A380 koristi arhitekturu integrirane modularne avionike (IMA), prvi puta korištenu u naprednim vojnim zrakoplovima kao F-22 Raptor, F-35 i Dassault Rafale. Bazirana je na dizajnu komercijalnog softvera (Commercial off-the-shelf COTS) s operacijskim sustavom Integrity-178B. Mnogi raniji namjenski avionički kompjutori zamijenjeni su namjenskim softverom smještenim u avionskim procesorima i serverima, što smanjuje broj dijelova, omogućuje povećanu fleksibilnost bez pribjegavanja prilagođenoj avionici te smanjuje troškove korištenjem komercijalno raspoloživih kompjutora.
Zajedno s IMA, avionika A380 visoko je umrežena. Mreže komunikacija podataka koriste avionski dvosmjerni ethernet, prema standardu ARINC 664. Mreže podataka dvosmjerne su u topologiji zvijezde i zasnovane na 100BASE-TX brzom ethernetu, radi smanjenja količine kabela i minimiziranja inicijalnog kašnjenja.
Mrežni sistemski server (NSS) glavni je dio pilotske kabine, koji čini nepotrebnim nezgrapne priručnike i zemljopisne karte koje su piloti tradicionalno koristili. NSS posjeduje dovoljno ugrađene robusnosti da može zamijeniti rezervne papirne dokumente u avionu. Sustav mreže i servera skladišti podatke i nudi elektroničku dokumentaciju s potrebnim popisom opreme, navigacijskim kartama, izračunima performansi i brodskim dnevnikom, što je sve pilotima dostupno kroz dva dodatna 27 cm dijagonalna LCD ekrana, svaki kontroliran preko vlastite tipkovnice i control cursor device montiranih na sklopivoj ploči ispred svakog pilota.

### Sustavi
Kao podrška primarnim hidrauličkim pokretačima, prvi su puta u civilnom zrakoplovstvu korišteni Power-by-wire pokretači komandi leta, koji u određenim slučajevima uvećavaju primarne pokretače. Raspolažu sa samostalnim hidrauličkim i električnim napajanjem. Koriste se kao elektro-hidrostatski pokretači (electro-hydrostatic actuators EHA) u krilcima i kormilu visine, te kao električni pomoćni hidrostatski pokretači (EBHA) za kormilo i neke od spojlera.
Hidraulički sustav od 350 bara (35 MPa ili 5000 psi) znatno je poboljšanje u odnosu na standardni sustav od 210 bara (21 MPa ili 3000 psi) ugrađivan u civilne zrakoplove od 1940-ih nadalje. Isprva korištena u vojnim zrakoplovima, hidraulika većeg pritiska smanjuje volumen cijevi, pokretača i drugih komponenti te generalno smanjuje masu. Pritisak 350 bara generira osam isključujućih hidrauličkih pumpi. Cijevi su uglavnom izrađene od titanija, te sustav karakteriziraju rashladnici na zrak i gorivo. Arhitektura hidrauličkog sustava znatno se razlikuje u odnosu na ostale putničke avione. Samodovoljne električne hidrauličke pogonske grupe, umjesto pomoćnog hidrauličkog sustava, rezerva su za primarne sustave, što smanjuje masu i olakšava održavanje

A380 koristi četiri 150 kVA električna generatora izmjenjive frekvencije, koji uklanjaju pogon sa stalnim brojem okretaja radi bolje pouzdanosti. Također koristi aluminijske električne kabele umjesto bakrenih, što omogućava veliko smanjenje mase radi količine kabela korištene na zrakoplovu takvih dimenzija i kompleksnosti. Sustav električnog napajanja u potpunosti je kompjuteriziran te su mnogi sklopnici i prekidači zamijenjeni poluvodičima radi boljih performansi i pouzdanosti.
A380 karakterizira sustav rasvjete bez žarulja. Svjetleće diode koriste se u kabini, cockpitu, teretnom prostoru i drugim zonama trupa. Rasvjeta u kabini sastoji se od programiranih multi-spektralnih dioda, sposobnih stvoriti kabinski ambijent simulacijom dnevnog svjetla, noći ili međunijansi. Izvan zrakoplova koristi se HID (High-intensity discharge lamp) rasvjeta radi jače i kvalitetnije svjetlosti. Te dvije tehnologije u odnosu na tradicionalne žarulje omogućavaju bolju svjetlost i duži radni vijek.
A380 je isprva bio planiran bez sustava skretanja mlaza, radi Airbusove uvjerenosti u kvalitetu kočnica, ali Airbus je ipak u kasnim fazama projekta odlučio instalirati skretanje mlaza na unutarnjim motorima. Vanjski motori nemaju skretanje mlaza, što smanjuje količinu podizanih krhotina za vrijeme slijetanja. Električni sustavi skretanja mlaza na A380 pouzdaniji su i lakši u odnosu na pneumatske ili hidrauličke.

### Putnička oprema
A380 stvara 50% manje buke u kabini u odnosu na Boeing 747 te raspolaže višim pritiskom u prostoru za putnike (ekvivalent visine od 2134 m prema 2438 m), za što se smatra da smanjuje efekte zamora prilikom putovanja. Gornja i glavna paluba povezane su dvama stubištima, u prednjem i stražnjem dijelu zrakoplova, dovoljno širokima za mimoilaženje dvoje putnika.
U usporedbi s 747, A380 ima veće prozore, veći prostor za priručnu prtljagu u kabini iznad sjedala i 60 cm viši prostor za putnike. Šire kabine omogućavaju sjedala ekonomske klase 48 cm širine u rasporedu od 10 u redu na glavnoj palubi, dok su sjedala iste klase u 747 široka 44,5 cm (širina sjedala razlikuje se između pojedinih kompanija).
U standardnoj konfiguraciji s tri klase i 555 putnika, A380 raspolaže s 33% više sjedala u odnosu na 747-400, ali i 50% većim prostorom u putničkoj kabini što ostavlja više prostora za putnike. Maksimalni homologirani kapacitet putnika je 853, u konfiguraciji samo jedne, ekonomske klase. Dvije palube cijelom dužinom aviona i široka stepeništa omogućavaju višestruke konfiguracije sjedala. Planirane i najavljene konfiguracije kreću se od 450 putnika (Qantas), do 840 putnika (Air Austral). Neki operateri konfigurirali su zrakoplov za službu u tri klase i razvili posebne sadržaje za putnike u prvoj i business klasi, kao prostrane privatne kabine s odvojenim krevetima, salone i potpuno oboriva sjedala. Air France je instalirao elektroničku umjetničku galeriju isključivo za putnike prve i business klase, dok je Emirates instalirao tuš kabine.
Airbusov početni publicitet naglasio je komfor i prostor kabine, najavivši instalacije kao zone opuštanja, barove, bescarinske trgovine i salone ljepote. Virgin Atlantic Airways već sada nudi bar kao dio svoje usluge "Gornje klase" na Airbusu A340 i Boeingu 747, te su za A380 najavljene igračnice, bračni kreveti i gimnastičke dvorane. Singapore Airlines nudi dvanaest djelomično zatvorenih apartmana prve klase (otvorenih na vrhu), svaki s jednim glavnim i jednim pomoćnim sjedalom, krevetom standardnih dimenzija, pisaćim stolom i osobnim prostorom za prtljagu. U četiri apartmana (C i D u redovima 3 i 4) mogu se ukloniti pregradni zidovi, što ih spaja u dva dvostruka apartmana s dva kreveta modificirana u jedan bračni krevet. A380 Qantas Airwaysa raspolaže sjedalima koja se adaptiraju u dugačke ravne krevete, ali bez vrata za privatnost. Četrnaest privatnih apartmana prve klase kod Emirates Airlinesa imaju pristup ka dvije tuš kabine. Putnici prve i business klase imaju na raspolaganju snack bar i salon s naslonjačima, kao dodatak privatnom salonu prve klase. Smatra se da je visoka razina prolagođavanja zahtjevima kompanija usporila proizvodnju i povećala troškove.

### Integracija u infrastrukturu

#### Zemaljske operacije
Devedesetih su godina proizvođači zrakoplova planirali uvesti veće avione u odnosu na Boeing 747. U zajedničkom djelovanju Međunarodne organizacije civilnog zrakoplovstva (ICAO) s prozvođačima, aerodromima i pridruženim službama kreirana su aerodromska pristaništa za zrakoplove do 80 metara dužine i raspona krila. Airbus je projektirao A380 u skladu s tim smjernicama, te radi sigurnih operacija na pistama i rulnicama grupe V, čemu se u ranim fazama usprotivio američki FAA, u srpnju 2007. EASA i FAA dozvolili su za A380 operacije na stazama širine 45 metara bez ograničenja. A380 može slijetati i polijetati na bilo kojoj pisti koja može primiti Boeing 747, iako bi signalna rasvjeta i oznake na pistama možda zahtijevale promjene radi oslobađanja prostora za krila i izbjegavanja ostećenja radi ispušnog mlaza iz motora, te također i rubnih dijelova rulnica radi smanjivanja mogućnosti oštećenja vanjskih motora od stranog predmeta, koji su od centra zrakoplova udaljeni više od 25 metara.
Asfalt većine pista nije potrebno ojačati unatoč većoj masi radi redistribucije opterećenja na veći broj kotača u odnosu na ostale zrakoplove (22 kotača, četiri više u odnosu na 747 i osam više u odnosu na 777). Airbus je vršio izmjere opterećenja pomoću 540 tona teškog ispitnog stola, projektiranog za simulaciju podvozja. Stol, opremljen senzorima opterećenja, tegljen je po asfaltu u Airbusovim pogonima.
A380 zahtjeva servisna vozila opremljena dizalima koja mogu doseći gornju palubu, kao i vučna vozila (pushback) sposobna tegliti A380 pri punom opterećenju. Pomoću dva ukrcajna mosta, vrijeme ukrcaja je 45 minuta, dok se s još jednim mostom to smanjuje na 34 minute. Pokusni A380, posjetom brojnim aerodromima širom svijeta, sudjelovali su u kampanji provjere kompatibilnosti aerodroma testiranjem modifikacija implementiranih na nekoliko velikih zračnih luka.

#### Razdvajanje pri polijetanju i slijetanju
Godine 2005. ICAO je savjetovao da privremeni kriteriji razdvajanja za A380 pri polijetanju i slijetanju budu znatno veći u odnosu na 747, jer su prvi podaci s testiranja ukazivali na jače vrtložno strujanje iza zrakoplova. Takvi kriteriji bili su na snazi za vrijeme dodatnih testiranja pokusnim letovima u sklopu trogodišnjeg istraživanja koje je provodio wake vortex steering group ICAO-a, zajedno s predstavnicima JAA, Eurocontrol-a, FAA i Airbusa. U rujnu 2006., radna grupa je predstavila ICAO-u svoje prve zaključke, koji je studenog iste godine preporučio nove privremene kriterije. Standardna udaljenost od 10 nautičkih milja (19 km) za zrakoplov koji prati A380 prilikom prilaženja zamijenjena je udaljenostima od 6 nmi (11 km), 8 nmi (15 km) i 10 nmi (19 km) za "tešku", "srednju" i "laku" ICAO kategoriju zrakoplova, za razliku od udaljenosti od 4 nmi (7,4 km), 5 nmi (9,3 km) i 6 nmi (11 km) koja se primjenjuju za ostale "teške" zrakoplove. A380 koji prati drugi A380 mora održati distancu od 4 nmi (7,4 km). Prilikom polijetanja iza A380, ostali "teški" zrakoplovi (ne-A380) moraju čekati dvije minute, a "srednji" i "laki" tri minute za vremenske operacije. ICAO također savjetuje pilotima dodavanje termina "super" ispred pozivnog znaka pri započinjanju komunikacija s kontrolom leta, radi razlikovanja od "teške" kategorije.
Kolovoza 2008., ICAO objavljuje izmijenjena razdvajanja kod prilaženja od 4 nmi (7,4 km) za "Super" (drugi A380), 6 nmi (11 km) za "tešku", 7 nmi (13 km) za "srednju/malu", i 8 nmi (15 km) za "laku".

## Buduće varijante

### Napredni A380-800
Od 2013., Airbus je ponudio kao opciju, veću maksimalnu masu kod polijetanja, s boljim omjerom korisne mase/doleta. Opcija je uvedena radi pariranja predviđenih karakteristika Boeinga 747-8I, najnovije verzije Boeinga 747. Maksimalna masa polijetanja povećana je za 4 tone, na ukupno 573 tona. Povećanje je bilo moguće optimizacijom postupaka fly-by-wire kontrole radi smanjenja opterećenja tijekom leta. British Airways i Emirates bit će prvi korisnici nove opcije.  Vietnam Airlines je pokazao interes za varijantu veće mase.

### Airbus A380-900
Studenoga 2007., Airbusov glavni menadžer prodaje John Leahy potvrdio je planove za veću verziju, A380-900, koja će biti neznatno duža u odnosu na A380-800 (79,4–73 m). Ta će verzija raspolagati kapacitetom od 650 putnika u standardnoj konfiguraciji i s otprilike 900 putnika u konfiguraciji u samo jednoj, ekonomskoj klasi. Početak razvoja A380-900 planiran je kada proizvodnja A380-800 dostigne 40 komada godišnje.  Interes su pokazale kompanije Emirates, Virgin Atlantic, Cathay Pacific, Air France/KLM, Lufthansa, Kingfisher Airlines, kao i leasing kompanija ILFC. 2010. Airbus je najavio da se razvoj A380-900 odgađa do daljnjega dok se proizvodnja modela -800 ne stabilizira, a zbog smanjene potražnje projekt bi čak mogao bitiotkazan prije vremena

### Teretni A380-800
Teretna verzija, A380-800F, planiran je kao jedan od najvećih teretnih zrakoplova, čiju bi nosivost nadmašio samo Antonov An-225. A380-800 dizajniran bi bio za dolet od 15 200 km (8200 nmi), dovoljno za let od Bostona do Hong Konga pri brzini krstarenja od 0,85 Macha (oko 900 km/h na visini krstarenja).
Premda je Airbus izvorno prihvaćao narudžbe za teretnu verziju, proizvodnja je odgođena dok se ne uhoda proizvodnja putničkog zrakoplova. Nije ponuđen točan datum moguće prve isporuke prvog teretnjaka.

## Tržište
2006., zrakoplovni analitičar Philip Lawrence iz Aerospace Research Centre-a u Bristolu i Richard Aboulafia iz Teal Group Consultinga u Fairfaxu predvidjeli su prodaju 400, odnosno 880 komada A380 do 2025. Prema Lawrenceu, usporedno s projektom A380, Airbus je poduzeo najveće i najopsežnije ikad provedeno tržišno istraživanje komercijalnog zrakoplovstva, opravdavajući planove za svoj VLA (very large aircraft, avion s više od 400 sjedala), dok je prema Aboulafiaju, porast tržišta zrakoplova srednje veličine i fragmentacija tržišta smanjila status VLA aviona na tržišni sektor, učinivši takav projekt neopravdanim. Tržišna predviđanja dva analitičara razlikovala su se u inkorporiranju spoke-hub i point-to-point modela.
Airbus je procijenio da će u idućih 20 godina tržište zahtijevati 1283 aviona kategorije VLA ako intenzitet putničkog prometa ostane jednak. Ako se zračni putnički promet poveća, potražnja može doseći 1771 VLA zrakoplova. Većina te potražnje bit će posljedicom urbanizacije i rapidnog ekonomskog rasta u Aziji. A380 bit će korišten na relativno malo ruta, uglavnom među najprometnijim aerodromima. Airbus također predviđa potražnju za 415 teretnjaka u kategoriji iznad 120 tona. Boeing, koji je Airbusu sa svojim 747-8 jedina konkurencija u klasi, procjenjuje potražnju za VLA avionima od 590 i sukladnih teretnjaka od 370 komada za razdoblje 2007. – 2026.
U jednom trenutku A380 je razmatran kao moguća zamjena za aktualni Boeing VC-25 koji se koristi kao američki predsjednički zrakoplov Air Force One, ali siječnja 2009. EADS je izjavio da se neće javiti na natječaj za ugovor, jer proizvodnja samo tri aviona u Sjedinjenim Državama financijski ne bi imala smisla.
Do lipnja 2010. naručeno je 234 Airbusa A380. Isprva se smatralo da pozitivna nula za A380 iznosi 270 izgrađenih jedinica, ali radi odgoda isporuke i pada vrijednosti američkog dolara, to se povećalo na 420 komada. 2010., glavni financijski službenik (CFO) EADS-a Hans Peter Ring izjavio je da bi se prag rentabilnosti (na avionima koji su isporučeni) unatoč kašnjenjima mogao postići već 2015., do tada bi, prema aktualnim procjenama, trebalo biti oko 200 isporuka. Ožujka 2010., prosječna cijena Airbusa A380 bila je 346,3 milijuna USD, ovisno o ugrađenoj opremi.

## Narudžbe i isporuke
Dvadeset je kupaca do sada naručilo A380, uključujući narudžbu zrakoplovnog najmodavca International Lease Finance Corporation ILFC i jednu VIP narudžbu Airbus Executive and Private Aviation. Ukupni broj narudžbi na dan 15. listopada 2014. iznosi 324 komada. Najveći je kupac Emirates, koji je u lipnju 2010. broj svojih narudžbi povećao s 32 na ukupno 90, ili skoro 40% od svih narudžbi do tada. U 2013. su naručili dodatnih 50 komada te sada imaju ukupno 140 naručenih zrakoplova.
Početnih 27 narudžbi za teretnu verziju otkazano je ili zamijenjeno za A380-800 (7) nakon odgoda u proizvodnji i kasnijeg obustavljanja razvoja teretnjaka. Sredinom 2009., Airbus je za 2010. planirao 20 ili više isporuka.
Za europske i srednjeistočne kupce isporuke se obavljaju u Hamburgu, dok se u Toulouseu iporučuju avioni za ostatak svijeta.
|          |           | 2001. | 2002. | 2003. | 2004. | 2005. | 2006. | 2007. | 2008. | 2009. | 2010. | 2011. | 2012. | 2013. | 2014. | 2015. | 2016. | Ukupno |
| -------- | --------- | ----- | ----- | ----- | ----- | ----- | ----- | ----- | ----- | ----- | ----- | ----- | ----- | ----- | ----- | ----- | ----- | ------ |
| Narudžbe | A380-800  | 78    | 0     | 34    | 10    | 10    | 24    | 33    | 9     | 4     | 32    | 19    | 9     | 42    | 13    | 2     | 0     | 319    |
| Narudžbe | A380-800F | 7     | 10    | 0     | 0     | 10    | −17   | −10   | 0     | 0     | 0     | 0     | 0     | 0     | 0     | 0     | 0     | 0      |
| Isporuke | A380-800  | 0     | 0     | 0     | 0     | 0     | 0     | 1     | 12    | 10    | 18    | 26    | 30    | 25    | 30    | 27    | 21    | 200    |

|  |

## Komercijalni operateri
Sljedeća tablica navodi zrakoplovne kompanije čiji su Airbusi A380 započeli komercijalnu putničku službu. Ne navodi operatere koji su naručili A380 ili su im isporučeni ili su objavili pojedinosti inauguracijskih letova ali još nisu započeli redovne letove. Za dodatne informacije, uključujući i ne-komercijalne operatere, vidi Dodatak:Popis narudžbi i isporuka Airbusa A380. Emirates je trenutno najveći komercijalni operater Airbusa A380 s 57 jedinica u službi od ukupno 140 naručenih. Najkraća ruta na kojoj A380 redovno leti je između Dubaja i Džede za Emirates, let koji obavlja za samo 3 sata, premda je Air France također koristio A380 na još kraćoj ruti od Pariza do Londona tijekom ljeta 2010.
| Kompanija                  | Prvi komercijalni let |
| -------------------------- | --------------------- |
| Air France                 | 20. studenoga 2009.   |
| Asiana Airlines            | 26. svibnja 2014.     |
| British Airways            | 2. kolovoza 2013.     |
| China Southern Airlines    | 17. listopada 2011.   |
| Emirates                   | 1. kolovoza 2008.     |
| Etihad Airways             | 27. prosinca 2014.    |
| Korean Air                 | 6. lipnja 2011.       |
| Lufthansa                  | 6. lipnja 2010.       |
| Malaysia Airlines          | 1. srpanj 2012.       |
| Qantas                     | 20. listopada 2008.   |
| Qatar Airways              | 10. listopada 2014.   |
| Singapore Airlines         | 25. listopada 2007.   |
| Thai Airways International | 6. listopada 2012.    |

## Incidenti
Do 27. prosinca 2014., A380 je bio upleten u jedan veći incident, bez izgubljenih zrakoplova.
- 4. studenoga, 2010., Qantas let 32 pretrpio je nezadržani (uncontained) kvar na motoru koji je pokrenuo kaskadni efekt kvarova "bez presedana"[210][211] na ruti iz Singapura za Sydney, te je bio prisiljen vratiti se na singapurski aerodrom Changi radi slijetanja. Nije bilo ozlijeđenih putnika ili članova posade, dok su petorica pilota uspješno riješili zbunjujuću situaciju koja je zrakoplov izložila naporima nepredviđenim prilikom projektiranja.[212][213] Ipak, dvoje je ljudi na zemlji bilo ozlijeđeno padajućim krhotinama.[212] Dio gondole motora pao je na indonezijski otok Batam.[214] Kasnije istoga dana, Qantas je objavio da će cijela flota Airbusa A380 biti prizemljena do dovršenja unutarnje istrage poduzete zajedno s proizvođačem motora Rolls-Royce plc. Početkom idućeg tjedna, Qantas je flotu A380 prizemljio dodatna tri dana nakon što je na tri aviona otkiveno neobjašnjivo curenje ulja.[212][215] Nakon istrage i curenja ulja na više Rolls-Royce Trent 900 motora drugih kompanija, Rolls-Royce je naredio zamjenu motora kao i polovicu motora u Qantas-ovoj floti. To je bila najveća zamjena motora u povijesti avio-industrije.

## Specifikacije
| Mjere                                    | A380-800 | A380-800F                                                                               |
| ---------------------------------------- | --- | --------------------------------------------------------------------------------------- |
| Posada pilotske kabine                   | dvoje | dvoje                                                                                   |
| Sjedala                                  | 525 (3 klase) 644 (2 klase) 853 (1 klase)                                                                                          | 12 dostavljača                                                                          |
| Dužina                                   | 73 m | 73 m                                                                                    |
| Raspon krila                             | 79,8 m | 79,8 m                                                                                  |
| Visina                                   | 24,1 m | 24,1 m                                                                                  |
| Razmak podvozja                          | 30,4 m | 30,4 m                                                                                  |
| Vanjska širina trupa                     | 7,14 m | 7,14 m                                                                                  |
| Širina kabine                            | 6,58 m glavna paluba 5,92 m gornja paluba                                                                                          | 6,58 m glavna paluba 5,92 m gornja paluba                                               |
| Površina krila                           | 845 m² | 845 m²                                                                                  |
| Strijela krila                           | 33,5° | 33,5°                                                                                   |
| Masa zrakoplova                          | 276 800 kg | 252 200 kg                                                                              |
| Maksimalna masa uzlijetanja              | 560 000 kg | 590 000 kg                                                                              |
| Maksimalni korisni teret                 | 90 800 kg | 152 400 kg                                                                              |
| Brzina krstarenja                        | Mach 0,85 (903 km/h, 487 čvorova)                                                                                                  | Mach 0,85 (903 km/h, 487 čvorova)                                                       |
| Maksimalna brzina krstarenja             | Mach 0,89 (945 km/h, 510 čvorova)                                                                                                  | Mach 0,89 (945 km/h, 510 čvorova)                                                       |
| Maksimalna brzina                        | Mach 0,96 (1020 km/h, 634 mph, 551 čvor)                                                                                           | Mach 0,96 (1020 km/h, 634 mph, 551 čvor)                                                |
| Dužina zaleta s maksimalnim opterećenjem | 2750 m | 2900 m                                                                                  |
| Dolet                                    | 15 200 km (8200 nmi) | 10 400 km (5600 nmi)                                                                    |
| Visina leta                              | 13 115 m | 13 115 m                                                                                |
| Maksimalna količina goriva               | 310 000 l | 310 000 l 356 000 l opcija                                                              |
| Motori (4 x)                             | Rolls-Royce Trent 900 (Trent 970/B A380-841) Rolls-Royce Trent 900 (Trent 972/B A380-842) Engine Alliance GP7000 (GP7270 A380-861) | Rolls-Royce Trent 900 (Trent 977/B A380-843F) Engine Alliance GP7000 (GP7277 A380-863F) |
| Potisak (4 x)                            | 311 kN | 311 kN                                                                                  |

Izvori: Airbus A380 specifications

### Srodni projekti
- Airbus A350

### Usporedivi zrakoplovi
- Antonov An-124
- Antonov An-225
- Boeing 747
- C-5 Galaxy

## Vanjske poveznice
- Službena stranica - Airbus A380   Arhivirana inačica izvorne stranice od 12. lipnja 2007. (Wayback Machine)
  - Službena stranica - Airbus   Arhivirana inačica izvorne stranice od 20. veljače 2008. (Wayback Machine)
- Fotogalerija - ruid.com/
- A380 tehničke karakteristike PDF (5.96 MB)
- Specifikacije airbus.com PDF (43.5 KB)   Arhivirana inačica izvorne stranice od 20. listopada 2007. (Wayback Machine)
- A380 - FlightGlobal.com 
  - A380 posebni izještaj - FlightGlobal.com 
  - A380 Prikaz presjeka - FlightGlobal.com
- Popis proizvodnje - planespotters.net   Arhivirana inačica izvorne stranice od 13. kolovoza 2007. (Wayback Machine)
- Tehnički podaci - airliners.net
- Singapore Airlines, prvi korisnik Airbusa A380   Arhivirana inačica izvorne stranice od 18. svibnja 2011. (Wayback Machine)
- Prikaz pilotske kabine - gillesvidal.com   Arhivirana inačica izvorne stranice od 3. studenoga 2009. (Wayback Machine)
- Hotels in the Sky - popularmechanics.com   Arhivirana inačica izvorne stranice od 12. travnja 2009. (Wayback Machine)